# Kayla Barron
Kayla Jane Barron (ur. 19 września 1987 w Pocatello w stanie Idaho) – amerykańska oficer okrętu podwodnego, astronautka NASA.

## Życiorys

### Wczesne lata i wykształcenie
Urodziła się w Pocatello w Idaho, ale przeprowadziła się do Richland w stanie Waszyngton, które uznaje za rodzinne miasto.
W 2006 roku ukończyła Richland High School, a następnie udała się na studia do Akademii Marynarki Wojennej w Maryland. W 2010 ukończyła tę uczelnię zdobywając tytuł naukowy licencjatu z przedmiotu systems engineering. Rok później ukończyła kierunek nuclear engineering jako Gates Cambridge Scholar na uczelni University of Cambridge w Anglii, zdobywając tam tytuł magistra. W ramach dyplomu badała modelowanie cyklu paliwowego w reaktorach jądrowych zasilanych torem.

### Kariera wojskowa i zawodowa
W 2010, zaraz po licencjacie, została powołana na oficerkę marynarki wojennej i kontynuowała edukację. Po przejściu szkolenia dla oficerów okrętów podwodnych została przydzielona na USS Maine (okręt podwodny typu Ohio). Barron jest jedną z pierwszych kobiet w gronie oficerów okrętów podwodnych. Podczas służby pełniła rolę Flag Aide dla Superintendent at the Naval Academy.
W czerwcu 2017 została wybrana na kandydatkę na astronautkę w ramach NASA Astronaut Group 22. W sierpniu rozpoczęła dwuletnie szkolenie. 10 stycznia 2020 odbyła się oficjalna ceremonia w Johnson Space Center, podczas której otrzymała uprawnienia astronauty w ramach programu Artemis. Jest również częścią zespołu Artemis, który ma polecieć na Księżyc i zbudować na nim pierwszą bazę kosmiczną w 2024 roku.
W latach 2021–2022 wzięła udział w 66. i 67. ekspedycji na Międzynarodową Stację Kosmiczną. Pełniła tam funkcję inżyniera pokładowego. W trakcie misji wykonała dwa spacery kosmiczne (EVA).

## Nagrody i odznaczenia
- United States Astronaut Badge
- Navy and Marine Corps Commendation Medal
- Navy and Marine Corps Achievement Medal
- Navy Meritorious Unit Commendation
- Navy „E” Ribbon
- National Defense Service Medal
- Global War on Terrorism Medal
- Navy Rifle Marksmanship Ribbon/Medal
- Navy Pistol Marksmanship Ribbon/Medal with Sharpshooter Device
- Trident Scholar i Distinguished Graduate podczas studiów na Naval Academy
- Universal Astronaut Insignia za lot orbitalny (nr 577) – Stowarzyszenie Uczestników Lotów Kosmicznych (Association of Space Explorers(inne języki))[9]

## Pobyt w kosmosie

### Wykaz lotów
| Loty kosmiczne, w których uczestniczyła Kayla Barron                     | Loty kosmiczne, w których uczestniczyła Kayla Barron | Loty kosmiczne, w których uczestniczyła Kayla Barron | Loty kosmiczne, w których uczestniczyła Kayla Barron | Loty kosmiczne, w których uczestniczyła Kayla Barron | Loty kosmiczne, w których uczestniczyła Kayla Barron | Loty kosmiczne, w których uczestniczyła Kayla Barron |
| Lp.                                                                      | Data startu                                          | Statek kosmiczny                                     | Data lądowania                                       | Statek kosmiczny                                     | Funkcja                                              | Czas trwania                                         |
| ------------------------------------------------------------------------ | ---------------------------------------------------- | ---------------------------------------------------- | ---------------------------------------------------- | ---------------------------------------------------- | ---------------------------------------------------- | ---------------------------------------------------- |
| 1                                                                        | 11 listopada 2021                                    | SpaceX Crew-3                                        | 6 maja 2022                                          | SpaceX Crew-3                                        | Inżynier pokładowy                                   | 176 dni 02 godzin 39 minut 29 sekund                 |
| Łączny czas spędzony w kosmosie — 176 dni 2 godzin 39 minuty i 29 sekund |                                                      |                                                      |                                                      |                                                      |                                                      |                                                      |

### Spacery kosmiczne
2 grudnia 2021 wzięła udział w swoim pierwszym spacerze kosmicznym. Jej partnerem był Thomas Marshburn. Trwał on 6 godzin 32 minuty. Wymienili popsutą antenę do komunikacji.
15 marca 2022 wzięła udział w drugim spacerze kosmicznym. Jej partnerem był wówczas Raja Chari. Trwał on 6 godzin 54 minuty. Zainstalowali wsporniki i rozpórki wspierające przyszłą instalację ISS Roll-Out Solar Array (iROSA).

## Życie prywatne
Żona Toma Barrona z Nowego Jorku. Jej rodzice, Scott i Lauri Sax mieszkają w Richland. Jej hobby to: hiking, bieganie i czytanie książek.